# Onthophagus sibuyanus
Onthophagus sibuyanus là một loài bọ cánh cứng trong họ Bọ hung (Scarabaeidae).